# Lasiotrupis
Lasiotrupis är ett släkte av skalbaggar. Lasiotrupis ingår i familjen vivlar.
Kladogram enligt Catalogue of Life:
| Lasiotrupis | \| \| Lasiotrupis clavigera \| \| \| \| |
|             | \| \| Lasiotrupis clavigera \| \| \| \| |
|             | Lasiotrupis clavigera                   |
|             |                                         |